# Boris Władimirski

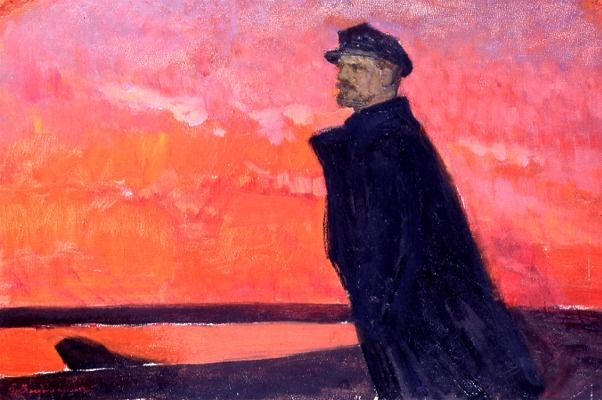
Lenin na tle czerwonego świtu ok. 1930

Boris Jeriemiejewicz Władimirski (ros. Бори́с Ереме́евич Влади́мирский; ur. 27 lutego 1878 w Kijowie, zm. 12 lutego 1950 w Moskwie) – radziecki malarz i grafik, jeden z głównych przedstawicieli socrealizmu.

## Życiorys
Rozpoczął kształcenie w kierunku artystycznym w wieku 10 lat (1888). W latach 1904–1908 studiował w ASP w Monachium. Pierwsza wystawa malarska Władimirskiego miała miejsce w roku 1906. Od 1922 członek Stowarzyszenia Artystów Rewolucyjnej Rosji (AKhRR).

## Twórczość
Władimirski był jednym z głównych przedstawicieli realizmu socjalistycznego. Jako malarz należący do tego nurtu malarskiego był artystą uznanym w ZSRR, a jego dzieła były bardzo często prezentowane na różnorodnych wystawach.

## Najbardziej znane obrazy
- Róże dla Stalina (1949)
- Czarne kruki (ok. 1935)
- Lenin na tle czerwonego świtu (ok. 1930)
- Lenin na lotnisku (ok. 1930)
- Przemówienie Lenina (1930)
- Górnik (1929)
- Robotnica (1929)
- Na korcie tenisowym (1925)
- Dziecko kąpiące się (1913)
- Mały kąpiący się (1911)